# Ramses IV
Ramses IV var en fornegyptisk farao av den tjugonde dynastin vars 6-åriga regeringstid inföll från 1152/1151 f.Kr. till 1145/1144 f.Kr.
Ramses IV var en av Ramses III:s många söner. Med honom inleddes en lång rad av faraoner med namnet Ramses IV-XI till slutet av den tjugonde dynastin. "Ramses" hade vid denna tid förmodligen blivit en ärofylld kungatitel snarare än ett personnamn. Ramses IV begravdes i KV2 i Konungarnas dal, men hans mumie flyttades senare till KV35.